# WWE Campionat Intercontinental
El WWE Intercontinental Championship és un campionat de lluita lliure professional de la World Wrestling Entertainment (WWE). Actualment, és el campionat secundari de la marca SmackDown i és exclusiu d'aquesta marca.
Aquest campionat és el segon més antic i de major tradició en tota la història de la compañia de lluita lliure World Wrestling Entertainment.

## Història
El campionat va ser introduït el 1979; el primer campió fou Pat Patterson, que es va coronar el 15 de setembre de 1979 quan va derrotar a Ted DiBiase. En aquell moment se li va entregar un títol anomenat Campionat Nord-americà de pes pesant de la WWF, que més tard va ser conegut com a Campionat Intercontinental de WWF i la regla original era que qui es coronava es convertia automàticament en aspirant al Campionat de pes pesant de la WWE.
El març de 2001, la World Wrestling Federation va comprar la World Championship Wrestling. Poc després en el PPV Survivor Series 2001 aquest títol va ser unificat amb el Campionat dels Estats Units de la WCW, quan el Campió dels Estats Units, Edge, va derrotar el Campió intercontinental, Test, fent que aquest últim quedés desactivat a causa de la unificació.
Després que la World Wrestling Federation canvies de nom a World Wrestling Entertainment en el 2002, el nom del títol va canviar a Campionat Intercontinental de la WWE.
Degut al Draft Rob Van Dam, en aquell moment el campió, va ser traspassat a RAW, per la qual cosa el campionat es va tornar exclusiu d'aquesta marca.
El títol novament fou unificat el 22 de juliol de 2002 amb el Campionat Europeu i el 26 d'agost amb el Campionat Hardcore; quan Rob Van Dam va derrotar els respectius campions Jeff Hardy i Tommy Dreamer.
En el No Mercy, el campionat va tornar a unificar-se, en aquesta data amb el Campionat Mundial de pes pesant de la WWE quan Kane fou derrotat per Triple H.
El títol es va mantenir inactiu fins al maig del 2003, quan va ser reactivat pel Co-General Manager de RAW, Steve Austin, convertint-se en campionat secundari de la marca. Durant el Draft (2009) Rey Mysterio, qui posseïa el campionat va ser traspassat a SmackDown, fent el campionat exclusiu d'aquesta marca.

## Campió actual
El campió actual és Curtis Axel, qui es troba en el seu primer regnat. Cody va guanyar el títol després de derrotar a l'excampió Wade Barret el 9 d'agost de 2011 a SmackDown.

## Llista de campions
| Nom                                           | Any                                  |
| --------------------------------------------- | ------------------------------------ |
| WWF Intercontinental Heavyweight Championship | 15 de setembre 1979 – 5 d'abril 1992 |
| WWF Intercontinental Championship             | 5 d'abril 1992 – 21 a'bril 2002      |
| WWE Intercontinental Championship             | 21 d'abril 2002 – present            |

| Lluitador:                                    | Regnat N°: | Derrotà a:                                                                         | Data:                  | Show:                      |
| --------------------------------------------- | ---------- | ---------------------------------------------------------------------------------- | ---------------------- | -------------------------- |
| WWF Intercontinental Heavyweight Championship |            |                                                                                    |                        |                            |
| Pat Patterson                                 | 1          | Entregat posteriorment a un torneig                                                | 15 de setembre de 1979 | N/A                        |
| Ken Patera                                    | 1          | Pat Patterson                                                                      | 21 d'abril de 1980     | N/A                        |
| Pedro Morales                                 | 1          | Ken Patera                                                                         | 8 de desembre de 1980  | N/A                        |
| Don Muraco                                    | 1          | Pedro Morales                                                                      | 20 de juny de 1981     | N/A                        |
| Pedro Morales                                 | 2          | Don Muraco                                                                         | 23 de novembre de 1981 | N/A                        |
| Don Muraco                                    | 2          | Pedro Morales                                                                      | 22 de gener de 1983    | N/A                        |
| Tito Santana                                  | 1          | Don Muraco                                                                         | 11 de febrer de 1984   | N/A                        |
| Greg Valentine                                | 1          | Tito Santana                                                                       | 24 de setembre de 1984 | N/A                        |
| Tito Santana                                  | 2          | Greg Valentine                                                                     | 6 de juliol de 1985    | N/A                        |
| Randy Savage                                  | 1          | Tito Santana                                                                       | 8 de febrer de 1986    | N/A                        |
| Ricky Steamboat                               | 1          | Randy Savage                                                                       | 29 de març de 1987     | WrestleMania III           |
| Honky Tonk Man                                | 1          | Ricky Steamboat                                                                    | 2 de juny de 1987      | Superstars                 |
| Ultimate Warrior                              | 1          | Honky Tonk Man                                                                     | 29 d'agost de 1988     | SummerSlam                 |
| Rick Rude                                     | 1          | Ultimate Warrior                                                                   | 2 d'abril de 1989      | WrestleMania V             |
| Ultimate Warrior                              | 2          | Rick Rude                                                                          | 28 d'agost de 1989     | SummerSlam                 |
| Vacant                                        | N/A        | Warrior va abandonar el campionat                                                  | 1 d'abril de 1990      | WrestleMania VI            |
| Mr. Perfect                                   | 1          | Tito Santana                                                                       | 23 d'abril de 1990     | Superstars                 |
| Texas Tornado                                 | 1          | Mr. Perfect                                                                        | 27 d'agost de 1990     | SummerSlam                 |
| Mr. Perfect                                   | 2          | Texas Tornado                                                                      | 19 de novembre de 1990 | Superstars                 |
| Bret Hart                                     | 1          | Mr. Perfect                                                                        | 26 d'agost de 1991     | SummerSlam                 |
| WWF Intercontinetal Championship              |            |                                                                                    |                        |                            |
| The Mountie                                   | 1          | Bret Hart                                                                          | 17 de gener de 1992    | House Show                 |
| Roddy Piper                                   | 1          | The Mountie                                                                        | 19 de gener de 1992    | Royal Rumble               |
| Bret Hart                                     | 2          | Roddy Piper                                                                        | 5 d'abril de 1992      | WrestleMania VIII          |
| British Bulldog                               | 1          | Bret Hart                                                                          | 29 d'agost de 1992     | SummerSlam                 |
| Shawn Michaels                                | 1          | British Bulldog                                                                    | 27 d'octubre de 1992   | SNME XXXI                  |
| Marty Jannetty                                | 1          | Shawn Michaels                                                                     | 17 de maig de 1993     | Monday Night RAW           |
| Shawn Michaels                                | 2          | Marty Jannetty                                                                     | 6 de juny de 1993      | N/A                        |
| Vacant                                        | N/A        | Por no defensar el títol en 30 dies                                                | 27 de setembre de 1993 | Monday Night RAW           |
| Razor Ramon                                   | 1          | Rick Martel                                                                        | 27 de setembre de 1993 | RAW                        |
| Diesel                                        | 1          | Razor Ramon                                                                        | 13 d'abril de 1994     | Superstars                 |
| Razor Ramon                                   | 2          | Diesel                                                                             | 29 d'agost de 1994     | SummerSlam                 |
| Jeff Jarrett                                  | 1          | Razor Ramon                                                                        | 22 de gener de 1995    | Royal Rumble               |
| Vacant                                        | N/A        | Després d'una lluita entre Jeff Jarrett i Bob Holly                                | 26 d'abril de 1995     | N/A                        |
| Jeff Jarrett                                  | 2          | Bob Holly                                                                          | 26 d'abril de 1995     | N/A                        |
| Razor Ramon                                   | 3          | Jeff Jarrett                                                                       | 19 de maig de 1995     | N/A                        |
| Jeff Jarrett                                  | 3          | Razor Ramon                                                                        | 22 de maig de 1995     | N/A                        |
| Shawn Michaels                                | 3          | Jeff Jarrett                                                                       | 23 de juliol de 1995   | In Your House 2            |
| Dean Douglas                                  | 1          | Michaels, per abandonament                                                         | 22 d'octubre de 1995   | In Your House 4            |
| Razor Ramon                                   | 4          | Dean Douglas                                                                       | 22 d'octubre de 1995   | In Your House 4            |
| Goldust                                       | 1          | Razor Ramon                                                                        | 21 de gener de 1996    | Royal Rumble               |
| Vacant                                        | N/A        | Després d'una lluita entre Goldust i Savio Vega                                    | 25 de març de 1996     | RAW                        |
| Goldust                                       | 2          | Savio Vega                                                                         | 1 d'abril de 1996      | Monday Night RAW           |
| Ahmed Johnson                                 | 1          | Goldust                                                                            | 23 de juny de 1996     | King of the Ring           |
| Vacant                                        | N/A        | Degut a una lesió de Johnson                                                       | 13 d'agost de 1996     | N/A                        |
| Marc Mero                                     | 1          | Faarooq                                                                            | 23 de setembre de 1996 | Monday Night RAW           |
| Hunter Hearst Helmsley                        | 1          | Marc Mero                                                                          | 21 d'octubre de 1996   | Monday Night RAW           |
| Rocky Maivia                                  | 1          | Hunter Hearst Helmsley                                                             | 13 de febrer de 1997   | Thursday Night RAW         |
| Owen Hart                                     | 1          | Rocky Maivia                                                                       | 28 d'abril de 1997     | Raw is War                 |
| Steve Austin                                  | 1          | Owen Hart                                                                          | 3 d'agost de 1997      | SummerSlam                 |
| Vacant                                        | N/A        | Degut a una lesió de Steve Austin                                                  | 8 de setembre de 1997  | N/A                        |
| Owen Hart                                     | 2          | Faarooq                                                                            | 5 d'octubre de 1997    | Bad Blood                  |
| Steve Austin                                  | 2          | Owen Hart                                                                          | 9 de novembre de 1997  | Survivor Series            |
| The Rock                                      | 2          | Regalat per Steve Austin                                                           | 8 de desembre de 1997  | Raw is War                 |
| Triple H                                      | 2          | The Rock                                                                           | 30 d'agost de 1998     | SummerSlam                 |
| Vacant                                        | N/A        | Degut a una lesió de Triple H                                                      | 9 d'octubre de 1998    | N/A                        |
| Ken Shamrock                                  | 1          | X-Pac                                                                              | 12 d'octubre de 1998   | Raw is War                 |
| Val Venis                                     | 1          | Ken Shamrock                                                                       | 14 de febrer de 1999   | St. Valentine Day Massacre |
| Road Dogg                                     | 1          | Val Venis                                                                          | 15 de març de 1999     | Raw is War                 |
| Goldust                                       | 3          | Road Dogg                                                                          | 29 de març de 1999     | Raw is War                 |
| The Godfather                                 | 1          | Goldust                                                                            | 12 d'abril de 1999     | Raw is War                 |
| Jeff Jarrett                                  | 4          | The Godfather                                                                      | 31 de maig de 1999     | Raw is War                 |
| Edge                                          | 1          | Jeff Jarrett                                                                       | 24 de juliol de 1999   | House Show                 |
| Jeff Jarrett                                  | 5          | Edge                                                                               | 25 de juliol de 1999   | Fully Loaded               |
| D'Lo Brown                                    | 1          | Jeff Jarrett                                                                       | 26 de juliol de 1999   | Raw is War                 |
| Jeff Jarrett                                  | 6          | D'Lo Brown                                                                         | 22 d'agost de 1999     | SummerSlam                 |
| Chyna                                         | 1          | Jeff Jarrett                                                                       | 17 d'octubre de 1999   | No Mercy                   |
| Chris Jericho                                 | 1          | Chyna                                                                              | 12 de desembre de 1999 | Armageddon                 |
| Chris Jericho                                 | 2          | Chyna i Hardcore Holly                                                             | 23 de gener de 2000    | Royal Rumble               |
| Kurt Angle                                    | 1          | Chris Jericho                                                                      | 27 de febrer de 2000   | No Way Out                 |
| Chris Benoit                                  | 1          | Kurt Angle i Chris Jericho                                                         | 2 d'abril de 2000      | WrestleMania 2000          |
| Chris Jericho                                 | 3          | Chris Benoit                                                                       | 2 de maig de 2000      | SmackDown!                 |
| Chris Benoit                                  | 2          | Chris Jericho                                                                      | 8 de maig de 2000      | Raw is War                 |
| Rikishi                                       | 1          | Chris Benoit                                                                       | 20 de juny de 2000     | SmackDown!                 |
| Val Venis                                     | 2          | Rikishi                                                                            | 4 de juliol de 2000    | SmackDown!                 |
| Chyna                                         | 2          | Val Venis y Trish Stratus                                                          | 27 d'agost de 2000     | SummerSlam                 |
| Eddie Guerrero                                | 1          | Chyna y Kurt Angle                                                                 | 4 de setembre de 2000  | Raw is War                 |
| Billy Gunn                                    | 1          | Eddie Guerrero                                                                     | 21 de novembre de 2000 | SmackDown!                 |
| Chris Benoit                                  | 3          | Billy Gunn                                                                         | 10 de desembre de 2000 | Armageddon                 |
| Chris Jericho                                 | 4          | Chris Benoit                                                                       | 21 de gener de 2001    | Royal Rumble               |
| Triple H                                      | 3          | Chris Jericho                                                                      | 3 d'abril de 2001      | SmackDown!                 |
| Jeff Hardy                                    | 1          | Triple H                                                                           | 10 d'abril de 2001     | SmackDown!                 |
| Triple H                                      | 4          | Jeff Hardy                                                                         | 16 d'abril de 2001     | Raw is War                 |
| Kane                                          | 1          | Triple H                                                                           | 20 de maig de 2001     | Judgment Day               |
| Albert                                        | 1          | Kane                                                                               | 26 de juny de 2001     | SmackDown!                 |
| Lance Storm                                   | 1          | Albert                                                                             | 23 de juliol de 2001   | Raw is War                 |
| Edge                                          | 2          | Lance Storm                                                                        | 19 d'agost de 2001     | SummerSlam                 |
| Christian                                     | 1          | Edge                                                                               | 23 de setembre de 2001 | Unforgiven                 |
| Edge                                          | 3          | Christian                                                                          | 21 d'octubre de 2001   | No Mercy                   |
| Test                                          | 1          | Edge                                                                               | 5 de novembre de 2001  | RAW                        |
| Edge                                          | 4          | Test                                                                               | 18 de novembre de 2001 | Survivor Series            |
| William Regal                                 | 1          | Edge                                                                               | 20 de gener de 2002    | Royal Rumble               |
| Rob Van Dam                                   | 1          | William Regal                                                                      | 17 de març de 2002     | WrestleMania X8            |
| Eddie Guerrero                                | 2          | Rob Van Dam                                                                        | 21 d'abril de 2002     | Backlash                   |
| WWE Intercontinental Championship             |            |                                                                                    |                        |                            |
| Rob Van Dam                                   | 2          | Eddie Guerrero                                                                     | 27 de maig de 2002     | RAW                        |
| Chris Benoit                                  | 4          | Rob Van Dam                                                                        | 29 de juliol de 2002   | RAW                        |
| Rob Van Dam                                   | 3          | Chris Benoit                                                                       | 25 d'agost de 2002     | SummerSlam                 |
| Chris Jericho                                 | 5          | Rob Van Dam                                                                        | 16 de setembre de 2002 | RAW                        |
| Kane                                          | 2          | Chris Jericho                                                                      | 30 de setembre de 2002 | RAW                        |
| Triple H                                      | 5          | Kane                                                                               | 20 d'octubre de 2002   | No Mercy                   |
| Unificat                                      | N/A        | Amb el Campionat Mundial Pes Pesat de Triple H                                     | 20 d'octubre de 2002   | N/A                        |
| Christian                                     | 2          | Val Venis, Chris Jericho, Lance Storm, Test, Rob Van Dam, Kane, Goldust i Booker T | 18 de maig de 2003     | Judgment Day               |
| Booker T                                      | 1          | Christian                                                                          | 7 de juliol de 2003    | RAW                        |
| Christian                                     | 3          | Booker T                                                                           | 10 d'agost de 2003     | House Show                 |
| Rob Van Dam                                   | 4          | Christian                                                                          | 29 de setembre de 2003 | RAW                        |
| Chris Jericho                                 | 6          | Rob Van Dam                                                                        | 27 d'octubre de 2003   | RAW                        |
| Rob Van Dam                                   | 5          | Chris Jericho                                                                      | 27 d'octubre de 2003   | RAW                        |
| Randy Orton                                   | 1          | Rob Van Dam                                                                        | 15 de desembre de 2003 | Armageddon                 |
| Edge                                          | 5          | Randy Orton                                                                        | 11 de juliol de 2004   | Vengeance                  |
| Vacant                                        | N/A        | Degut a una lesió d'Edge                                                           | 6 de setembre de 2004  | N/A                        |
| Chris Jericho                                 | 7          | Christian                                                                          | 12 de setembre de 2004 | Unforgiven                 |
| Shelton Benjamin                              | 1          | Chris Jericho                                                                      | 19 d'octubre de 2004   | Taboo Tuesday              |
| Carlito                                       | 1          | Shelton Benjamin                                                                   | 20 de juny de 2005     | RAW                        |
| Ric Flair                                     | 1          | Carlito                                                                            | 18 de setembre de 2005 | Unforgiven                 |
| Shelton Benjamin                              | 2          | Ric Flair                                                                          | 20 de febrer de 2006   | RAW                        |
| Rob Van Dam                                   | 6          | Shelton Benjamin                                                                   | 30 d'abril de 2006     | Backlash                   |
| Shelton Benjamin                              | 3          | Rob Van Dam i John Cena                                                            | 15 de maig de 2006     | RAW                        |
| Johnny Nitro                                  | 1          | Shelton Benjamin i Carlito                                                         | 25 de juny de 2006     | Vengeance                  |
| Jeff Hardy                                    | 2          | Johnny Nitro                                                                       | 2 d'octubre de 2006    | RAW                        |
| Johnny Nitro                                  | 2          | Jeff Hardy                                                                         | 6 de novembre de 2006  | RAW                        |
| Jeff Hardy                                    | 3          | Johnny Nitro                                                                       | 13 de novembre de 2006 | RAW                        |
| Umaga                                         | 1          | Jeff Hardy                                                                         | 19 de febrer de 2007   | RAW                        |
| Santino Marella                               | 1          | Umaga                                                                              | 16 d'abril de 2007     | RAW                        |
| Umaga                                         | 2          | Santino Marella                                                                    | 2 de juliol de 2007    | RAW                        |
| Jeff Hardy                                    | 4          | Umaga                                                                              | 2 de setembre de 2007  | RAW                        |
| Chris Jericho                                 | 8          | Jeff Hardy                                                                         | 10 de març de 2008     | RAW                        |
| Kofi Kingston                                 | 1          | Chris Jericho                                                                      | 29 de juny de 2008     | Night of Champions         |
| Santino Marella                               | 2          | Kofi Kingston i Mickie James                                                       | 17 d'agost de 2008     | SummerSlam                 |
| William Regal                                 | 2          | Santino Marella                                                                    | 10 de novembre de 2008 | RAW                        |
| CM Punk                                       | 1          | William Regal                                                                      | 19 de gener de 2009    | RAW                        |
| John "Bradshaw" Layfield                      | 1          | CM Punk                                                                            | 9 de març de 2009      | RAW                        |
| Rey Mysterio                                  | 1          | John "Bradshaw" Layfield                                                           | 5 d'abril de 2009      | WrestleMania XXV           |
| Chris Jericho                                 | 9          | Rey Mysterio                                                                       | 7 de juny de 2009      | Extreme Rules              |
| Rey Mysterio                                  | 2          | Chris Jericho                                                                      | 28 de juny de 2009     | The Bash                   |
| John Morrison                                 | 3          | Rey Mysterio                                                                       | 1 de setembre de 2009  | SmackDown                  |
| Drew McIntyre                                 | 1          | John Morrison                                                                      | 13 de desembre de 2009 | TLC                        |
| Kofi Kingston                                 | 2          | Drew McIntyre                                                                      | 23 de maig de 2010     | Over the Limit             |
| Dolph Ziggler                                 | 1          | Kofi Kingston                                                                      | 28 de juliol de 2010   | SmackDown!                 |
| Kofi Kingston                                 | 3          | Dolph Ziggler                                                                      | 4 de gener de 2010     | SmackDown                  |
| Wade Barrett                                  | 1          | Kofi Kingston                                                                      | 22 de març 2011        | SmackDown                  |
| Ezekiel Jackson                               | 1          | Wade Barrett                                                                       | 19 de juny de 2011     | Capitol Punishment (2011)  |
| Cody Rhodes                                   | 1          | Ezekiel Jackson                                                                    | 9 d'agost de 2011      | SmackDown                  |

## Regnats més llargs
| Lluitador          | Dies | Data de la victoria    | Data de la derrota   | Notes                |
| ------------------ | ---- | ---------------------- | -------------------- | -------------------- |
| The Honky Tonk Man | 454  | 2 de juny de 1987      | 29 d'agost de 1988   | El seu primer regnat |
| Pedro Morales      | 425  | 23 de novembre de 1981 | 22 de gener de 1983  | El seu segon regnat  |
| Randy Savage       | 414  | 8 de febrer de 1986    | 29 de març de 1987   | El seu primer regnat |
| Don Muraco         | 385  | 22 de gener de 1983    | 11 de febrer de 1984 | El seu segon regnat  |
| Greg Valentine     | 285  | 24 de setembre de 1984 | 6 de juliol de 1985  | El seu primer regnat |

## Major quantitat de regnats
- 9 vegades: Chris Jericho.

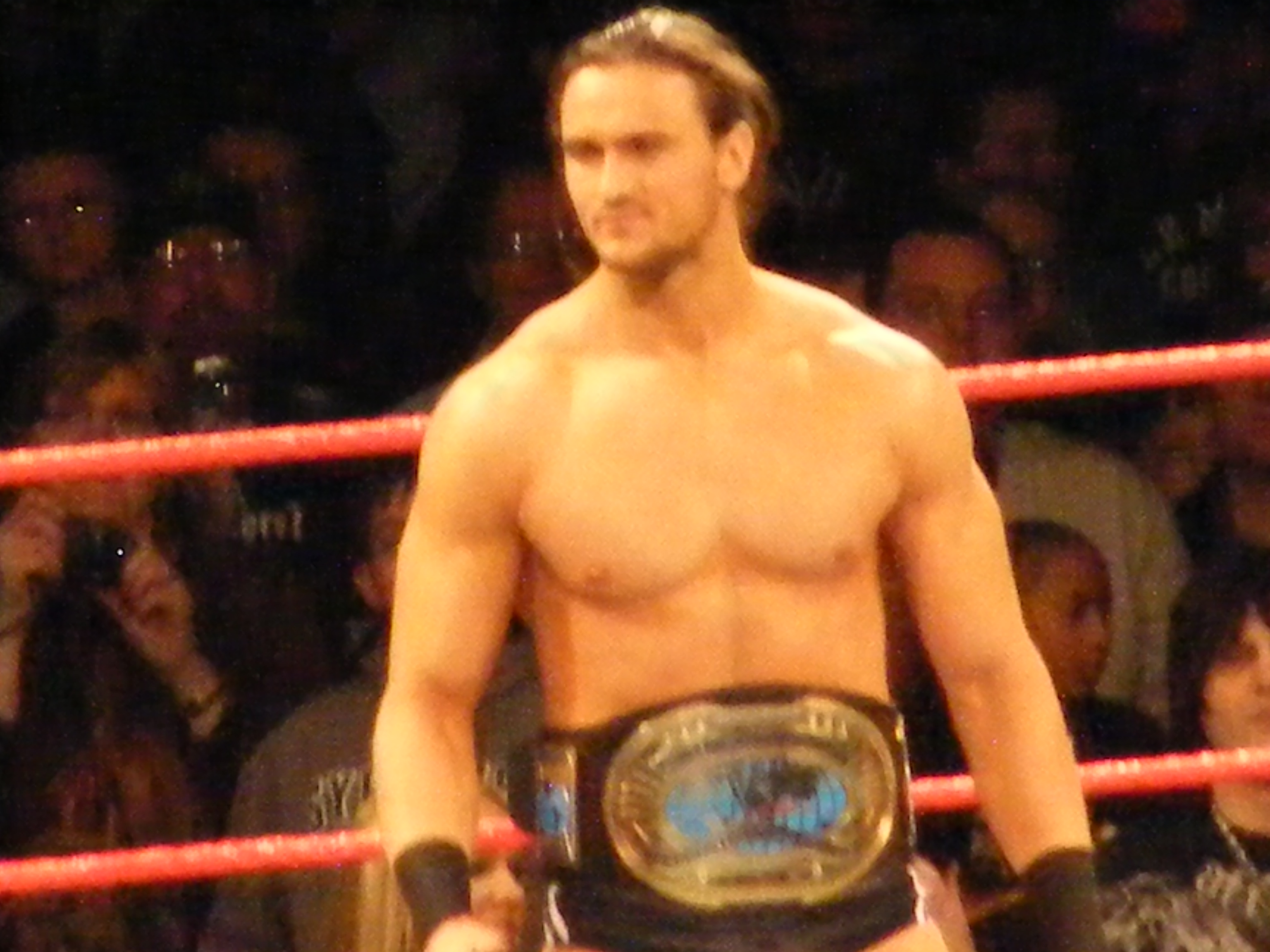
Drew McIntyre com a Campió Intercontinental de la WWE.

- 6 vegades: Jeff Jarrett i Rob Van Dam.
- 5 vegades: Triple H i Edge.
- 4 vegades: Razor Ramon, Chris Benoit i Jeff Hardy.
- 3 vegades: Shawn Michaels, Goldust, Christian, Shelton Benjamin i John Morrison i Kofi Kingston
- 2 vegades: Don Muraco, Pedro Morales, Tito Santana, Mr. Perfect, Ultimate Warrior, Bret Hart, Owen Hart, Steve Austin, The Rock, Val Venis, Chyna, Eddie Guerrero, Kane, Umaga, Santino Marella, William Regal, Rey Mysterio.

## Dades interessants
- Regnat més llarg: Gunther, 666 dies.[1]
- Regnat més curt: Triple H, 1 segon
- Campió més gran: Ric Flair, 56 anys.
- Campió més jove: Jeff Hardy, 23 anys.
- Campió més pesat: Rikishi, 182 kg.
- Campió més lleuger: Chyna, 70 kg.